# Ulak Island (Delarof Islands)
Ulak Island (aleutisch: Yuulax̂) ist eine unbewohnte Insel der Andreanof Islands, speziell der ganz im Westen der Andreanof Islands gelegenen Untergruppe der Delarof Islands, und gehört zu den Aleuten (Alaska). Die Insel liegt 6 km nordwestlich von Amatignak Island.
Ulak liegt in verhältnismäßig flachem Wasser, und die Brandung ist oft so schwer, dass Bootsverkehr zur Insel nicht möglich ist.  Das Klima ist typisches Meeresklima in nördlichen Breiten, mit kühlen Temperaturen, starkem Wind, viel Nebel und Regen und häufigen, schweren Stürmen.  Die Durchschnittstagestemperatur auf Meereshöhe beträgt 8,8°C im Sommer und 4,8 °C im Jahresmittel.  Die jährliche Niederschlagsmenge beläuft sich auf 166 cm.  Schneefall auf Meereshöhe beträgt selten mehr als 0,5 m im Jahr.  Es gibt keine Permafrostböden.
Die Vegetation ist typisch für maritime und alpine Tundra und besteht vornehmlich aus Gräsern, Riedgräsern, Torfmoosen, Flechten und verschiedenen krautigen Pflanzen.  Bäume und Büsche fehlen.  Die Südseite der Insel hat steile Hänge mit recht tiefen Böden, die dicht mit Strandroggen bewachsen sind.  Hier brüten Tausende von Seevögeln, darunter Sturmschwalben, Sturmtaucher, Gelbschopflunde und Aleutenalken.  An der Nordseite herrschen steile Klippen vor, die von Kormoranen, Aleutenalken and Tausenden von Lummen bevölkert sind.  Auf den steinigen Küstenstreifen und den bewachsenen Geröllhalden haben zahlreiche Bartalken ihre Nester.
Eines der schlimmsten Schiffsunglücke in der Geschichte Alaskas ereignete sich am 17. Dezember 1964, als der unter liberianischer Flagge fahrende, 158 m lange Frachtdampfer San Patrick auf der felsigen Küste von Ulak zerbrach; die gesamte Besatzung von 32 Mann kam ums Leben.